# Орехово (Макеевский городской совет)
Орехово — село в Макеевском городском совете Донецкой области. Находится под контролем самопровозглашённой Донецкой Народной Республики.

## География

#### Соседние населённые пункты по странам света:[3]
СЗ, З, ЮЗ: город Макеевка (примыкает)
С: Ханженково-Северный, Красная Заря
СВ: Алмазное
В: Нижняя Крынка
ЮВ: Большое Орехово, Лесное, Красный Октябрь, Горное, Липовое
Ю: город Харцызск

## Население
Население по данным переписи 2001 года составляет 371 человек.
| Язык       | Процент населения (2001) |
| ---------- | ------------------------ |
| Русский    | 83,56 %                  |
| Украинский | 16,4%                    |

## Адрес местного совета
86185, Донецкая область, Макеевский городской совет, пгт. Нижняя Крынка, ул.Центральная, 18, тел. 3-86-50. Телефонный код — 6232.